# Heinrich von Eggeling
Heinrich Johann Ernst August Eggeling, seit 1908 von Eggeling (* 15. Februar 1838 in Helmstedt; † 2. März 1911 in Jena) war ein deutscher Lehrer und Kurator.

## Leben
Als Sohn eines Schuldirektors und Urenkel von Jakob Friedrich Fries geboren, studierte Eggeling nach dem Besuch des Helmstedter Gymnasiums am Collegium Carolinum in Braunschweig und später Philosophie, Mathematik und Naturwissenschaft in Jena, Göttingen und Berlin. Während seines Studiums wurde er 1858 Mitglied der Burschenschaft Teutonia Jena. Er war mit Ernst Abbe befreundet.
Von 1861 bis 1863 war er als Hauslehrer in Welna (Posen) tätig. Nach seinem Staatsexamen 1863 wurde er Oberlehrer in Braunschweig, wo er von 1864 bis 1866 als Gymnasiallehrer wirkte. Dann war er bis 1880 Erzieher der Prinzen Ernst und Friedrich von Sachsen-Meiningen. 1868 erhielt er den Titel Professor. Von 1880 bis 1883 war er als kommissarischer Schulinspektor in Hildburghausen eingesetzt und wurde dann Regierungs- und Schulrat in Meiningen. 1884 wurde er Kurator der Universität Jena. 1909 ging er in den Ruhestand. Er war Mitglied der Schäfferschen Mathematischen Gesellschaft.
Am 30. Juni 1908 wurde Eggeling mit der Verleihung des Großkreuzes des Herzoglich Sachsen-Ernestinischen Hausordens in den erblichen Adelsstand erhoben. Die preußische Genehmigung dafür erhielt er am 26. Februar 1909.

## Ehrungen
- 1873: Hofrat
- Geheimer Staatsrat
- 1. August 1898: Ehrenbürger von Jena
- 24. Mai 1890: Ehrendoktor (Dr. phil. h. c.) der Universität Jena
- 14. Januar 1892: Ehrendoktor (Dr. med. h. c.) der Universität Jena
- 26. Juni 1908: Ehrendoktor (Dr. theol. h. c.) der Universität Jena
- 1909: Wirklicher Geheimer Rat mit dem Prädikat Exzellenz
- Heinrich-von-Eggeling-Straße in Jena
- Eggeling-Gedenktafel in Jena

## Schriften
- Zur Morphologie des Manubrium sterni. In: Denkschriften der Medizinisch-Naturwissenschaftlichen Gesellschaft zu Jena., 11, (= Festschrift zum siebzigsten Geburtstage von Ernst Haeckel, Herausgegeben von seinen Schülern und Freunden), Fischer, Jena 1904, S. 59–114 (Digitalisat)